# Léo Silva
Ne doit pas être confondu avec Leonardo Silva.
Léo Silva est un footballeur brésilien né le 24 décembre 1985 à São Luís. Il évolue au poste de milieu défensif.

## Biographie
Léo Silva joue au Brésil et au Japon.
Il participe à la Copa Sudamericana et à la Ligue des champions d'Asie.